# 第9装甲師団 (国家人民軍)
第9装甲師団「ハインツ・ホフマン」（ドイツ語: 9. Panzerdivision „Heinz Hoffmann“）は、国家人民軍地上軍（東ドイツ陸軍）が有した師団の1つである。

## 歴史

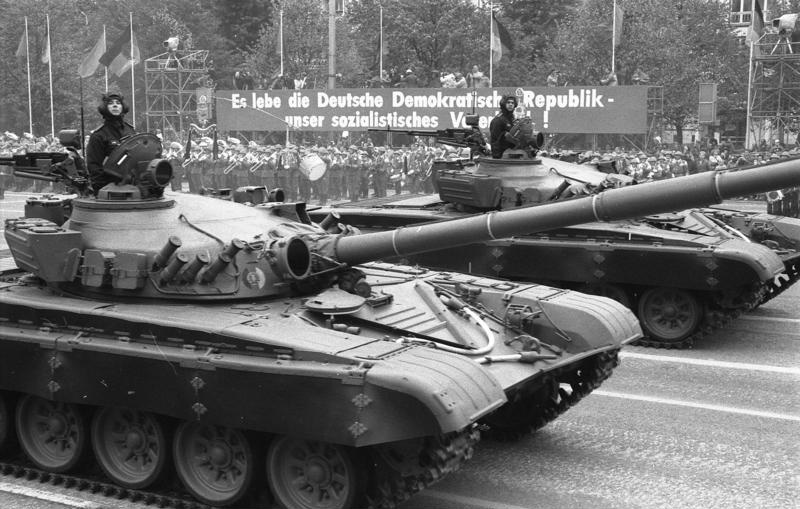
第39回建国記念パレードに参加した第9師団のT-72戦車（1988年）

ドイツ民主共和国（東ドイツ）では兵営人民警察という形での再軍備が始まった段階で将来的な装甲師団の設置を計画しており、ソ連邦からの要望もそれを後押しした。
1956年9月、エゲジーンに駐屯するエゲジーン機械化人民警察機動隊 (Mechanisierte Volkspolizeibereitschaft Eggesin) を母体として、第9装甲師団の編成が行われた。部隊構成はおおむねソ連邦軍戦車師団を元に、戦闘ヘリコプター部隊を廃止すると共に自動車化歩兵部隊を削減したもので、平時編成では将兵8,750人を定員とした 。
1980年、ポーランドで広まる政情不安に対抗する形でワルシャワ条約機構は軍事介入を計画した。第9装甲師団もこれに参加することとなり、部隊の体制を「戦争の危険に備えた戦闘即応」(Gefechtsbereitschaft bei Kriegsgefahr)に移行した。その後、1981年のポーランドにおける戒厳令発布を経て、1982年には解除される。
1986年2月24日、第9装甲師団に国防相カール＝ハインツ・ホフマン将軍の名が冠される。
1990年10月2日、共和国の崩壊に伴い国家人民軍の全戦力は解体された。第9装甲師団の装備および人員の一部は連邦陸軍が設置した連邦軍東部司令部の指揮下に入った。

## 組織
下級部隊（1987年時点）
| 部隊名                                                                  | 称号                                 | 駐屯地                      |
| ----------------------------------------------------------------------- | ------------------------------------ | --------------------------- |
| 第21戦車連隊 Panzerregiment 21                                          | ヴァルター・エンパッハー             | シュペヒトベルク            |
| 第22戦車連隊 Panzerregiment 22                                          | ゾーヤ・コスモデミヤンスカヤ         | シュペヒトベルク            |
| 第23戦車連隊 Panzerregiment 23                                          | ユリアン・マルフレフスキ             | カルピーン (Karpin)         |
| 第9自動車化狙撃兵連隊 Mot.-Schützenregiment 9                           | ルドルフ・レンナー                   | ドレーゲハイデ (Drögeheide) |
| 第9砲兵連隊 Artillerieregiment 9                                        | ハンス・フィッシャー (Hans Fischer)  | カルピーン                  |
| 第9ロケット/砲兵指揮管理中隊 Führungsbatterie Chef Raketen/Artillerie 9 |                                      |                             |
| 第9高射ロケット連隊 Fla-Raketen-Regiment 9                              | ルドルフ・デリンク                   | カルピーン                  |
| 第9防空指揮管理中隊 Führungsbatterie Chef Truppenluftabwehr 9           |                                      |                             |
| 第9ロケット支隊 Führungsbatterie Chef Truppenluftabwehr 9               | オットー・ヌシュケ                   | シュペヒトベルク            |
| 第9ミサイル砲兵支隊 Geschosswerferabteilung 9                           | フリードリヒ・エーベルト             | カルピーン                  |
| 第9工兵大隊 Pionierbataillon 9                                          |                                      | カルピーン                  |
| 第9通信大隊 Nachrichtenbataillon 9                                      | アドルフ・ビュツェク (Adolf Bytzeck) | エゲジーン                  |
| 第9物資管理大隊 Bataillon Materielle Sicherstellung 9                   | ロベルト・シュタム                   | ドレーゲハイデ              |
| 第9修復大隊 Instandsetzungsbataillon 9                                  | パウル・デッサウ                     | ドレーゲハイデ              |
| 第9化学防護大隊 Bataillon Chemische Abwehr 9                            | ミヒャエル・ニーダーキルヒナー       | カルピーン                  |
| 第9衛生大隊 Sanitätsbataillon 9                                         |                                      | ドレーゲハイデ              |
| 第9補充連隊 Ersatzregiment9                                             |                                      |                             |
| 第9野戦製パン中隊 Feldbäckereikompanie 9                                |                                      | グムニッツ (Gumnitz)        |
| 第9師団付集積所 Divisionslager 9                                        |                                      | グムニッツ                  |

## 装備

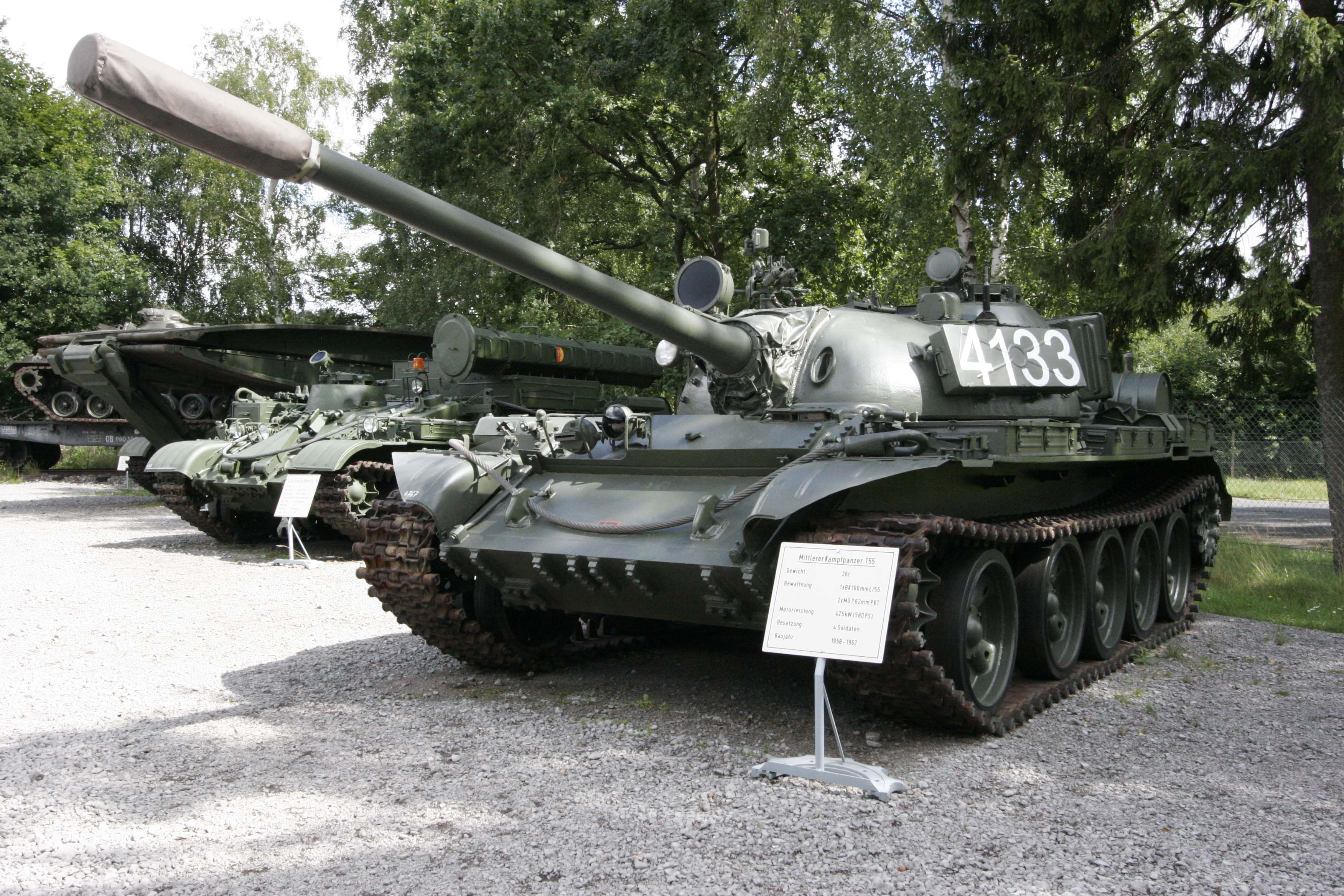
T-55戦車

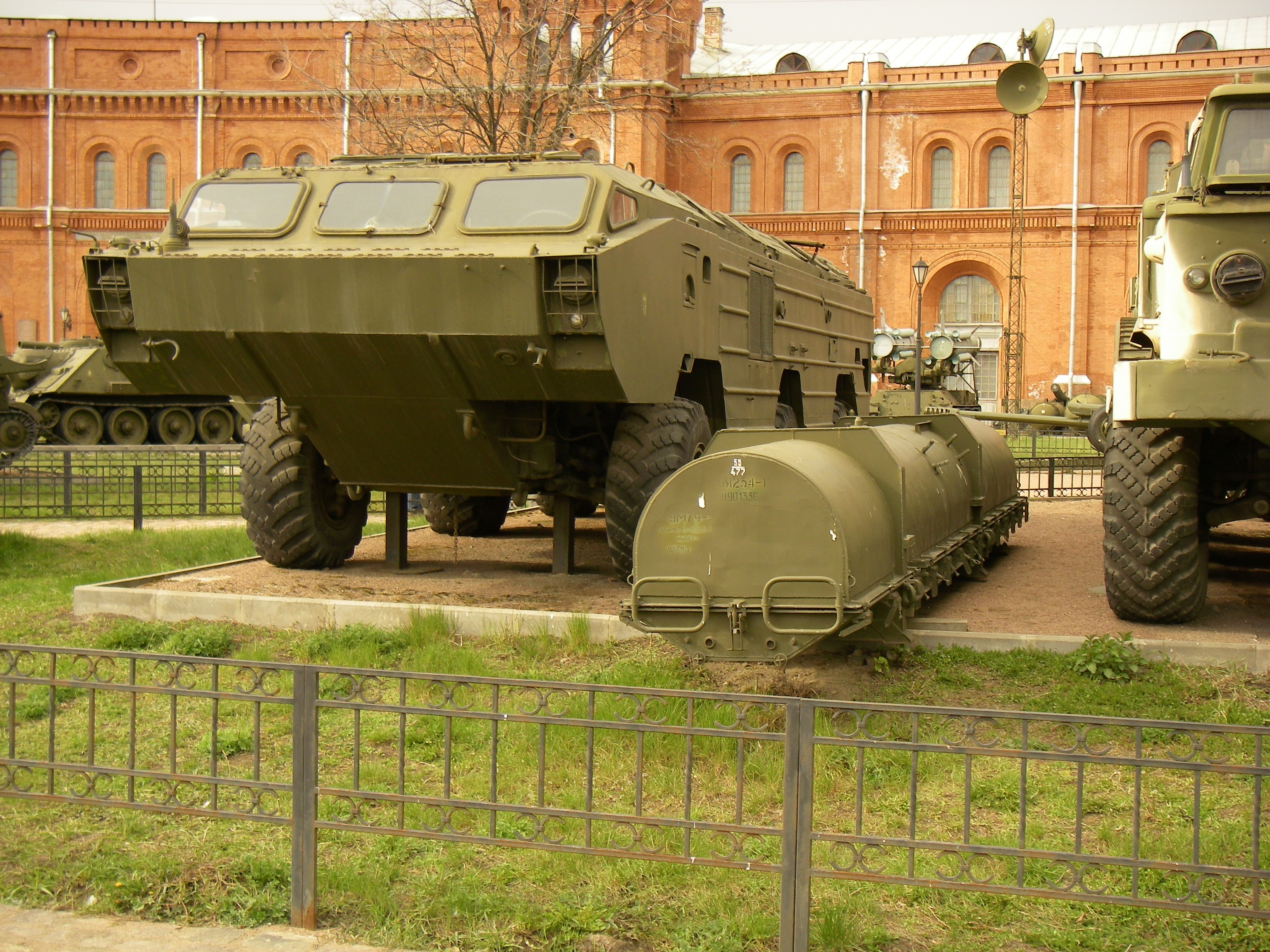
SS-21ミサイル発射機

師団は結成の時点で当時最新鋭のT-54戦車の配備が行われていたが、1964年に更新されるまでは旧式のT-34戦車も運用されていた。1978年からT-72戦車の配備が始まった。この年に受領した35両のうち2両のみがT-72M1で、残りはT-72だった。また、このうち31両が第23戦車連隊第4戦車大隊に配備され、1両がグローセンハインに送られ、3両がカルピーンの下士官学校で戦車長や操縦手の訓練の為に使用された。
装甲兵員輸送車としてはBTR-40を当初運用し、のちにソ連邦から購入したBTR-60やBTR-70、BMP-1などが配備された。BMP-2の調達も計画されていたが、当時アフガン侵攻に従事していたソ連邦軍への供給が優先された為、第9装甲師団への配備は大幅に遅れた。
1990年の解散時には次の装備を保有していた。
- SS-21（ドイツ語版）ミサイル発射機4両
- T-72戦車322両
- BMP装甲車146両
- BTR装甲車42両
- 野砲およびロケット発射機349門
- MT-55架橋戦車15両[4]

## 歴代師団長
| 着任時の階級         | 氏名                                                  | 任期                                  |
| -------------------- | ----------------------------------------------------- | ------------------------------------- |
| 大佐(Oberst)         | ラインホルト・タッペルト (Reinhold Tappert)           | 1956年9月15日 - 1959年10月15日        |
| 大佐                 | エーリヒ・ペーター                                    | 1959年10月15日 - 1960年5月14日        |
| 中佐(Oberstleutnant) | クルト・ランゲ                                        | 1960年7月31日 - 1964年7月31日         |
| 中佐                 | ロルフ・カッピス (Rolf Kappis)                        | 1964年8月1日 - 1968年8月31日          |
| 大佐                 | ヴァルター・クリスマン                                | 1968年9月1日 - 1973年8月31日          |
| 大佐                 | マンフレート・ゲーメルト                              | 1973年9月1日 - 1977年10月20日         |
| 大佐                 | ホルスト・ズュラ                                      | 1977年10月 - 1982年8月31日            |
| 少将(Generalmajor)   | フランツ・エルトマン                                  | 1982年9月1日 - 1987年10月31日         |
| 大佐                 | ハンス＝クリスティアン・ライヒェ                      | 1987年11月1日 - 1989年10月31日        |
| 大佐                 | カール＝ハインツ・マルシュナー (Karl-Heinz Marschner) | 1989年11月1日 - 1990年10月2日（解散） |